# Kakunodate (Akita)

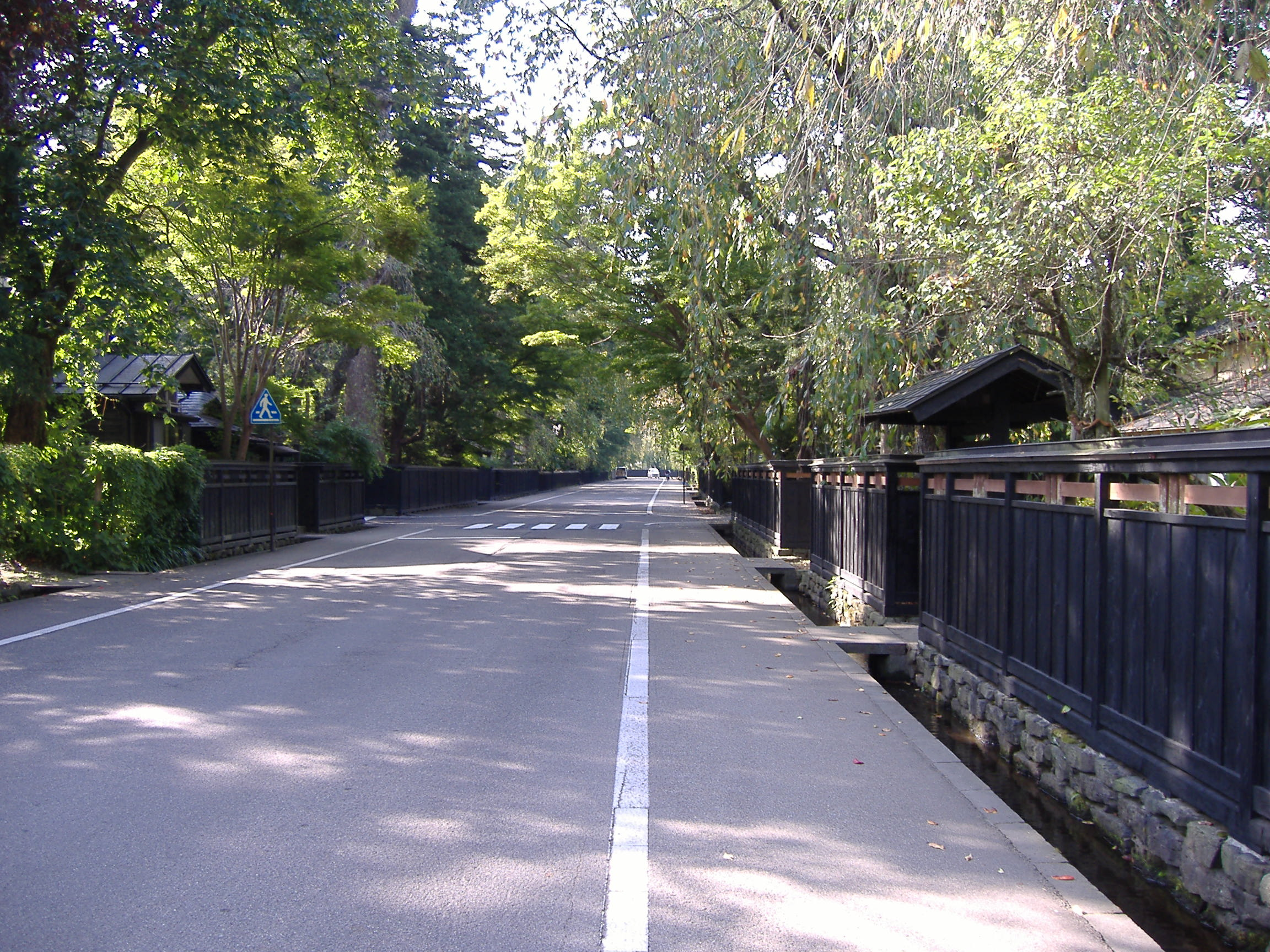
Ulice lemovaná samurajskými domky (武家屋敷通り, bukejašiki tóri)

Kakunodate (japonsky: 角館町, Kakunodate-mači) je bývalé město v okrese Senboku v prefektuře Akita v Japonsku.
20. září 2005 se Kakunodate spojilo s městem Tazawako a vesnicí Nišiki a společně vytvořily nové město Senboku.
V roce 2003 mělo město 14 138 obyvatel a hustotu zalidnění 90,26 ob./km². Celková rozloha činila 156,63 km².
Kakunodate je známé množstvím zachovalých samurajských domů (武家屋敷, bukejašiki) a velkým počtem sakur ve městě. Je populárním místem pro hanami – dívání se na rozkvetlé sakury. Někdy je označováno za „malé Kjóto Tóhoku“ (みちのくの小京都, Mičinoku no šó-kjóto).